# Campionati del mondo di mountain bike 2018
I Campionati del mondo di mountain bike 2018 (en.: 2018 UCI Mountain Bike World Championships), ventinovesima edizione della competizione, si svolsero a Lenzerheide, in Svizzera, tra il 5 e il 9 settembre.
Furono assegnati undici titoli in due specialità della mountain bike, il cross country e il downhill (sette e quattro titoli rispettivamente).

## Eventi
Mercoledì 5 settembre
- Cross country staffetta a squadre

Giovedì 6 settembre
- Cross country femminile Junior
- Cross country maschile Junior

Venerdì 7 settembre
- Cross country femminile Under 23
- Cross country maschile Under-23

Sabato 8 settembre
- Cross country femminile Elite
- Cross country maschile Elite

Domenica 9 settembre
- Downhill femminile Junior
- Downhill maschile Junior
- Downhill femminile Elite
- Downhill maschile Elite

## Medagliere
Vengono assegnate 33 medaglie in 11 gare.
| Pos.   | Nazione       | Oro | Argento | Bronzo | Totale |
| ------ | ------------- | --- | ------- | ------ | ------ |
| 1      | Svizzera      | 4   | 1       | 0      | 5      |
| 2      | Gran Bretagna | 2   | 1       | 2      | 5      |
| 3      | Austria       | 2   | 0       | 0      | 2      |
| 4      | Stati Uniti   | 1   | 2       | 0      | 3      |
| 5      | Francia       | 1   | 0       | 2      | 3      |
| 6      | Sudafrica     | 1   | 0       | 0      | 1      |
| 7      | Germania      | 0   | 2       | 0      | 2      |
| 8      | Danimarca     | 0   | 1       | 1      | 2      |
| 8      | Italia        | 0   | 1       | 1      | 2      |
| 10     | Australia     | 0   | 1       | 0      | 1      |
| 10     | Belgio        | 0   | 1       | 0      | 1      |
| 10     | Rep. Ceca     | 0   | 1       | 0      | 1      |
| 13     | Canada        | 0   | 0       | 2      | 2      |
| 13     | Paesi Bassi   | 0   | 0       | 2      | 2      |
| 15     | Norvegia      | 0   | 0       | 1      | 1      |
| Totale | Totale        | 11  | 11      | 11     | 33     |

## Sommario dei risultati
| Eventi                                     | Oro                                                                            | Tempo     | Argento                                                                          | Tempo    | Bronzo                                                                                              | Tempo    |
| Gare maschili                              |                                                                                |           |                                                                                  |          | |          |
| Cross country Elite dettagli               | Nino Schurter Svizzera                                                         | 1h29'21"  | Gerhard Kerschbaumer Italia                                                      | a 11"    | Mathieu van der Poel Paesi Bassi                                                                    | a 1'14"  |
| Cross country Under-23 dettagli            | Alan Hatherly Sudafrica                                                        | 1h21'22"  | Christopher Blevins Stati Uniti                                                  | a 27"    | David Nordemann Paesi Bassi                                                                         | a 1'05"  |
| Cross country Junior dettagli              | Alexandre Balmer Svizzera                                                      | 1h06'53"  | Leon Kaiser Germania                                                             | a 2"     | Mathis Azzaro Francia                                                                               | a 1'13"  |
| Downhill Elite dettagli                    | Loïc Bruni Francia                                                             | 2'55"114  | Martin Maes Belgio                                                               | a 0"213  | Danny Hart Gran Bretagna                                                                            | a 0"305  |
| Downhill Junior dettagli                   | Kade Edwards Gran Bretagna                                                     | 3'03"225  | Kye A'Hern Australia                                                             | a 4"410  | Elliot Jamieson Canada                                                                              | a 5"438  |
| Gare femminili                             |                                                                                |           |                                                                                  |          | |          |
| Cross country Elite dettagli               | Kate Courtney Stati Uniti                                                      | 1h34'55"  | Annika Langvad Danimarca                                                         | a 47"    | Emily Batty Canada                                                                                  | a 1'58"  |
| Cross country Under-23 dettagli            | Alessandra Keller Svizzera                                                     | 1h22'53"  | Sina Frei Svizzera                                                               | a 1'22"  | Marika Tovo Italia                                                                                  | a 1'40"  |
| Cross country Junior dettagli              | Laura Stigger Austria                                                          | 1h09'46"  | Tereza Sásková Rep. Ceca                                                         | a 3'03"  | Harriet Harnden Regno Unito                                                                         | a 3'37"  |
| Downhill Elite dettagli                    | Rachel Atherton Gran Bretagna                                                  | 3'15"738" | Tahnee Seagrave Gran Bretagna                                                    | a 9"983  | Myriam Nicole Francia                                                                               | a 10"676 |
| Downhill Junior dettagli                   | Valentina Holl Austria                                                         | 3'39"726  | Anna Newkirk Stati Uniti                                                         | a 10"881 | Mille Johnset Norvegia                                                                              | a 16"694 |
| Gare miste                                 |                                                                                |           |                                                                                  |          | |          |
| Cross country Staffetta a squadre dettagli | Svizzera Filippo Colombo Alexandre Balmer Sina Frei Jolanda Neff Nino Schurter | 1h00'00"  | Germania Leon Kaiser Elisabeth Brandau Maximilian Brandl Ronja Eibl Manuel Fumic | a 13"    | Danimarca Sebastian Carstensen Alexander Young Andersen Annika Langvad Malene Degn Simon Andreassen | a 34"    |